# Protrudomyces
Protrudomyces är ett släkte av svampar. Protrudomyces ingår i familjen Protrudomycetaceae, ordningen Rhizophydiales, klassen Chytridiomycetes, divisionen pisksvampar och riket svampar.
| Protrudomyces | \| \| Protrudomyces lateralis \| \| \| \| |
|               | \| \| Protrudomyces lateralis \| \| \| \| |
|               | Protrudomyces lateralis                   |
|               |                                           |

|  | Protrudomyces lateralis |
|  |                         |